# Csató Pál
Csatószeghi Csató Pál (Sarkad, 1804. január 7. – Pozsony, 1841. február 15.) író, publicista, fordító, a Magyar Tudós Társaság levelező (1832) és a Kisfaludy Társaság rendes tagja.

## Életútja
Apja Csató Pál erdélyi székely földbirtokos, anyja visontai Kovács Róza. Apja fiatalon elhagyta a család ősi, csatószegi birtokát, hogy katonának álljon, majd uradalmi tiszttartóként telepedett le a Bihar vármegyei Sarkadon, ahol családot alapított. 
Csató Pál tanulmányait Nagyváradon kezdte, majd filozófiai kurzusainak elvégzését követően teológiát tanult a pesti Központi Papnevelő Intézetben. Három év után, 1823 októberében azonban elhagyta a papi pályát, és 1824-től 1826-ig jogot hallgatott Pesten. A jogászképzés mellett sokat olvasott, ezenkívül németül, angolul, olaszul és franciául is megtanult. Miután jogi tanulmányait lezárta, 1826-tól néhány éven át előkelő családoknál, gróf Batthyány Kristóf fia mellett, majd Chernel Ferenc bécsi udvari ágens házánál nevelősködött, ahol választékos modorra tett szert. Növendékeivel Grazban is megfordult.
1831 márciusában gróf Teleki József egy nevelési értekezéséért a Magyar Tudós Társaság írnokává nevezte ki, 1832. március 9-én pedig a Társaság levelező tagjává választották. Ebben az időszakban érdeklődésének és munkásságának előterében már az irodalom állt. 1834-től Helmeczy Mihály Jelenkor című folyóiratának belső munkatársaként részt vett a lap szerkesztésében, amelynek első, 1834. január 4-én névtelenül megjelent vezércikkét is ő írta. Mivel Pesten nem tudta fenntartani magát, 1834-ben újra nevelőnek állt, ezúttal Világoson, Bohus János házánál vállalva munkát. Tanítványa halála miatt még ugyanebben az évben ismét állás nélkül maradt, és visszatért Pestre, ahol 1835 elejétől Munkácsy János Rajzolatok című irodalmi divatlapjánál dolgozott segédszerkesztőként. Személyes konfliktusaik miatt azonban ezt a munkát is csupán néhány hónapig tudta megtartani. 1836. augusztus 9-én feleségül vette Gelle Karolinát, Gelle Károly rozsnyói királyi és püspöki ügyész lányát.
Ez idő tájt csatlakozott Vörösmarty Mihály, Bajza József és Toldy Ferenc köréhez, illetve ekkor kapcsolódott be az első magyar drámabíráló választmány munkálataiba is: javított, bírált, fordított és írt. 1836. december 26-tól a bizottság jegyzőjeként tevékenykedett. 1837. február 9-én a Kisfaludy Társaság tagjává választották. 1838-tól megromlott a viszonya Bajza, Toldy és Vörösmarty ellenzéki körével. Ettől kezdve Orosz József Pozsonyban megjelent Hirnök című, Pozsonyban kiadott kormánypárti lap segédszerkesztőjeként kíméletlenül támadta az Athenaeum írói körét. Prandau báró révén, a jelen nem levők egyik követeként részt vett az 1839. június 2-i pozsonyi országgyűlésen; ezt követően visszavonult a közélettől. Fiatalon, 1841. február 15-én hunyt el Pozsonyban. A gyászbeszédet Nagy Elek mondta.

## Munkássága
Az irodalmi életbe 1829-ben lépett be, amikor több írását is elfogadta a Tudományos Gyűjtemény melléklapjaként megjelenő Koszorú: Szentsimoni álnéven egy mesét, egy idillt és néhány Béranger-fordítást is publikált a lap hasábjain. Még ugyanebben az évben egy nyelvészeti tárgyú cikke is megjelent Kyss Sándor magyar nyelvész és munkái címmel a Magyar Kurir I. évfolyamának 4. számában. Ezenkívül nevelési témájú munkákat adott közre a Tudományos Gyűjteményben (1830. I.), és számos további cikket is publikált. 1834-ben A magyar nyelvbeli ragasztékok és szóképzők című nyelvészeti értekezésével akadémiai pályázatot nyert. Eközben dolgozott a Társalkodó című melléklapnak és 1834–1836 között a Tudománytárnak, munkatársa volt Bajza József Aurorájának (1836) és Kritikai Lapjainak, valamint részt vett a Közhasznú Esmeretek Tára kiadásában is.
Irodalmi hírnevét elsősorban novelláival alapozta meg (A fiatal szív, 1837; A szerelemmel nem jó játszani, 1838), melyekben a korabeli társadalmi életet lélektani perspektívából ábrázolta. Színművei közül az 1837-ben megjelent Megházasodtam című vígjátékával érte el a legnagyobb sikereket. A színdarabot először 1837. március 4-én vitték színre Budán, Fiatal házasok címmel, majd a Nemzeti Színházban is előadták, ahol közel húsz éven át játszották. Számos külföldi (francia és német) színdarabot az ő fordításában ismert meg a magyar közönség. Fordított többek között Victor Hugót, id. Alexandre Dumas-t és Eugène Scribe-et is. Franciás könnyedségű novelláival és vígjátékaival a reformkor egyik legnépszerűbb írójává vált.
A Kisfaludy Társaság 1883-ban összegyűjtötte, kötetbe rendezte és Csató Pál szépirodalmi munkái címmel az író arcképével, illetve Beöthy Zsolt által írt életrajzával kiegészítve kiadta Csató Pál irodalmi munkásságának jelentős részét.

## Főbb művei
- Der kleine Ungar, oder Sammlung der zum Sprechen nöthigsten Wörter und Redensarten, nebst leichten Gesprächen für das geschäftliche Leben. Nach Aug. Ife. Pest, 1834.
- Magyar és német beszélgetések, a két nyelven beszélni kezdők számára. Levraut után. 1834.
- A magyar nyelvbeli ragasztékok és szóképzők. (Nyelvtudományi Pályamunkák I.) Buda, 1834.
- Megházasodtam. Vígjáték három felvonásban. (Színműtár II., 7. füzet.) 1841.
- Csató Pál szépirodalmi munkái. Budapest, Kisfaludy Társaság, 1883.